# Transrapid 09
Der Transrapid 09 (kurz TR09) ist eine Magnetschwebebahn vom Typ Transrapid und die Weiterentwicklung des Transrapid 08. Er wurde im Rahmen des Weiterentwicklungsprogramms (WEP) vom Bundesministerium für Wirtschaft und Technologie in Auftrag gegeben. Der Zug ist für den Regionalverkehr optimiert und wäre das Vorserienfahrzeug für das Projekt Transrapid München gewesen.

## Technik
Das auffälligste Merkmal gegenüber dem Vorgänger Transrapid 08 sind die breiteren Türen (1300 mm statt 900 mm), die elektrisch geöffnet werden statt wie bisher pneumatisch. Da der Zug für den fahrerlosen Betrieb ausgelegt war, wurde aus Gewichtsgründen auf die beiden Frontscheiben des Vorgängermodells verzichtet und es wurden stattdessen zwei Kameras in die LED-Scheinwerfer integriert. Der Zug ist ein Drei-Sektionen-Fahrzeug (Endsektion E1, Mittelsektion M1 und Endsektion E2 mit Messeinrichtungen), das prinzipiell auf bis zu 10 Sektionen erweitert werden kann. Die Wagenenden sind miteinander druckdicht gekoppelt, so dass auch Tunnelfahrten mit zulässiger Betriebsgeschwindigkeit möglich sind, ohne den Fahrkomfort zu beeinträchtigen. Ausgelegt ist der Zug auf eine maximale Geschwindigkeit von 505 km/h und eine Betriebsgeschwindigkeit von 350 bis 430 km/h.
Der Linearmotor im Transrapid ist gleichzeitig Generator für seine eigene Bordnetzversorgung (440 V DC und 24 V DC). Fährt dieser im Geschwindigkeitsbereich unterhalb von 100 km/h, kann dieser nicht mehr genügend Leistung zur Verfügung stellen, so dass dieser Bedarf durch Pufferbatterien für ca. eine Stunde gedeckt ist. Daher verfügte sein Vorgänger Transrapid 08 unterhalb der Tragmagnete noch über ausfahrbare Stromabnehmer für den unteren Geschwindigkeitsbereich. Der Transrapid 09 ist mit einem neuen berührungslosen Energieversorgungssystem IPS (Inductive Power Supply) ausgerüstet, mit dem dieser den Strom berührungslos in das Bordnetz einspeisen kann. Dadurch und durch weitere aerodynamische Optimierungen konnte die Schallemission um 3 bis 4 dB (A) gegenüber dem TR08 gesenkt werden.

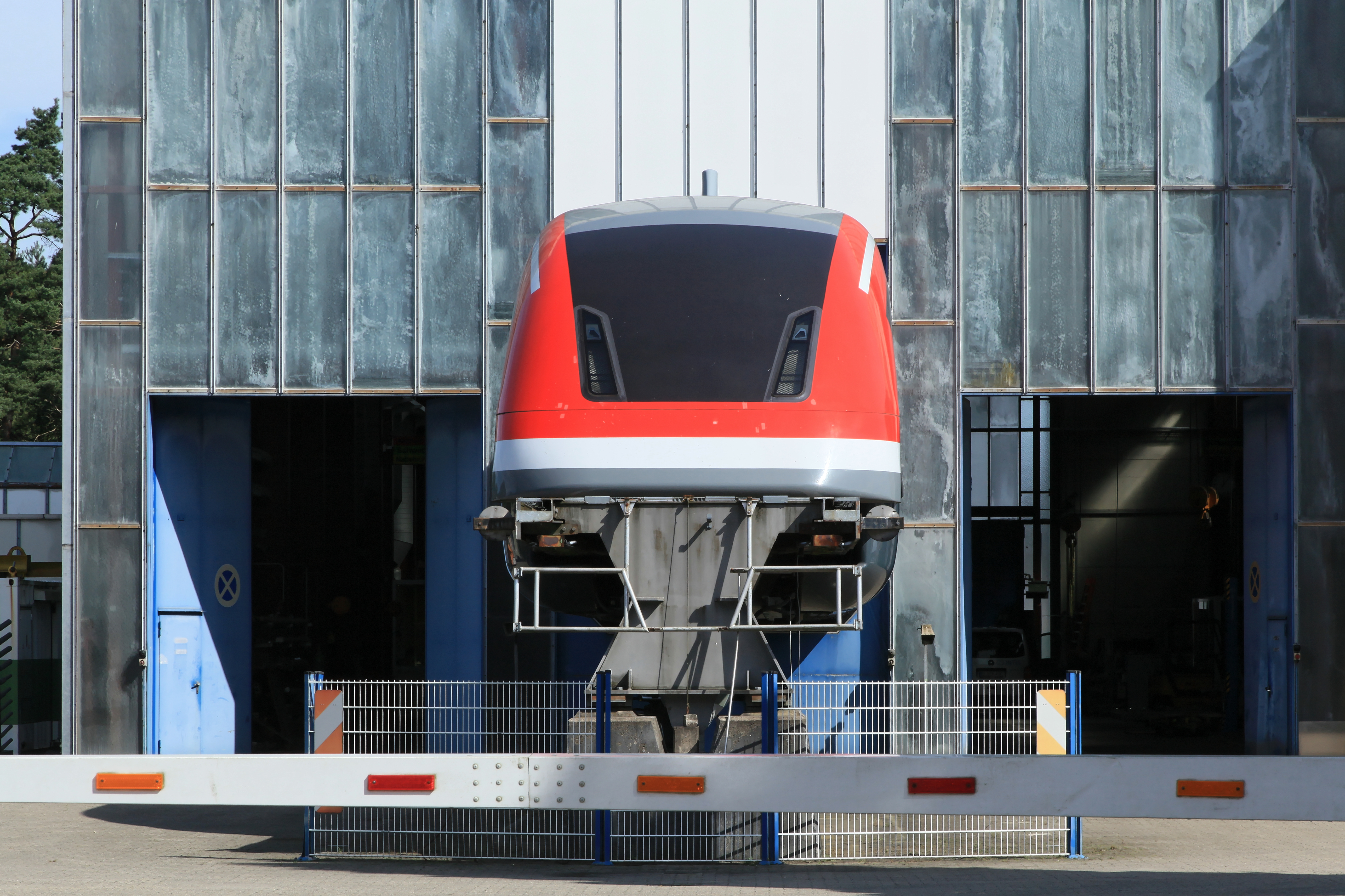
Der eingelagerte Transrapid 09 auf dem Gelände der TVE

Der Innenraum wurde um 150 mm erhöht und die ursprüngliche 3+3-vis-à-vis-Bestuhlung auf 2+2 reduziert, um den Gang zu verbreitern, da bei einer geplanten Fahrtdauer von 10 Minuten mehr Personen im Stehen befördert werden sollten. Wegen der geringen Anzahl von Sitzplätzen entschied man sich für ein Fertig-Modul, dessen Grundgerüst auch in den S-Bahnen der Deutschen Bahn zu finden ist. Es wurden zusätzliche Gepäckablagen eingerichtet und ein Fahrgastinformationssystem eingebaut, auf dem Informationen wie z. B. aktuelle Abflugzeiten angezeigt werden können. Die Klimaanlage wurde in der Leistung gesteigert und das Lichtkonzept verbessert. Eine weitere Neuerung war die Aufnahmemöglichkeit von Gepäckcontainern in der E1-Sektion.

## Geschichte
Der dreiteilige Zug wurde am 23. März 2007 in Kassel vom Hersteller ThyssenKrupp Transrapid der Öffentlichkeit vorgestellt und einzeln zwischen dem 17. und dem 21. April per Schwertransport nach Lathen zur Transrapid-Versuchsanlage Emsland überführt. Die Bereitstellung verzögerte sich aber, da aufgrund des Unfalls vom 22. September 2006 die Betriebsgenehmigung für die Versuchsstrecke entzogen wurde. Ohne diese Genehmigung konnten auch die Sektionen des TR09 nicht vollständig zusammengesetzt werden, da sie hierzu schweben mussten.

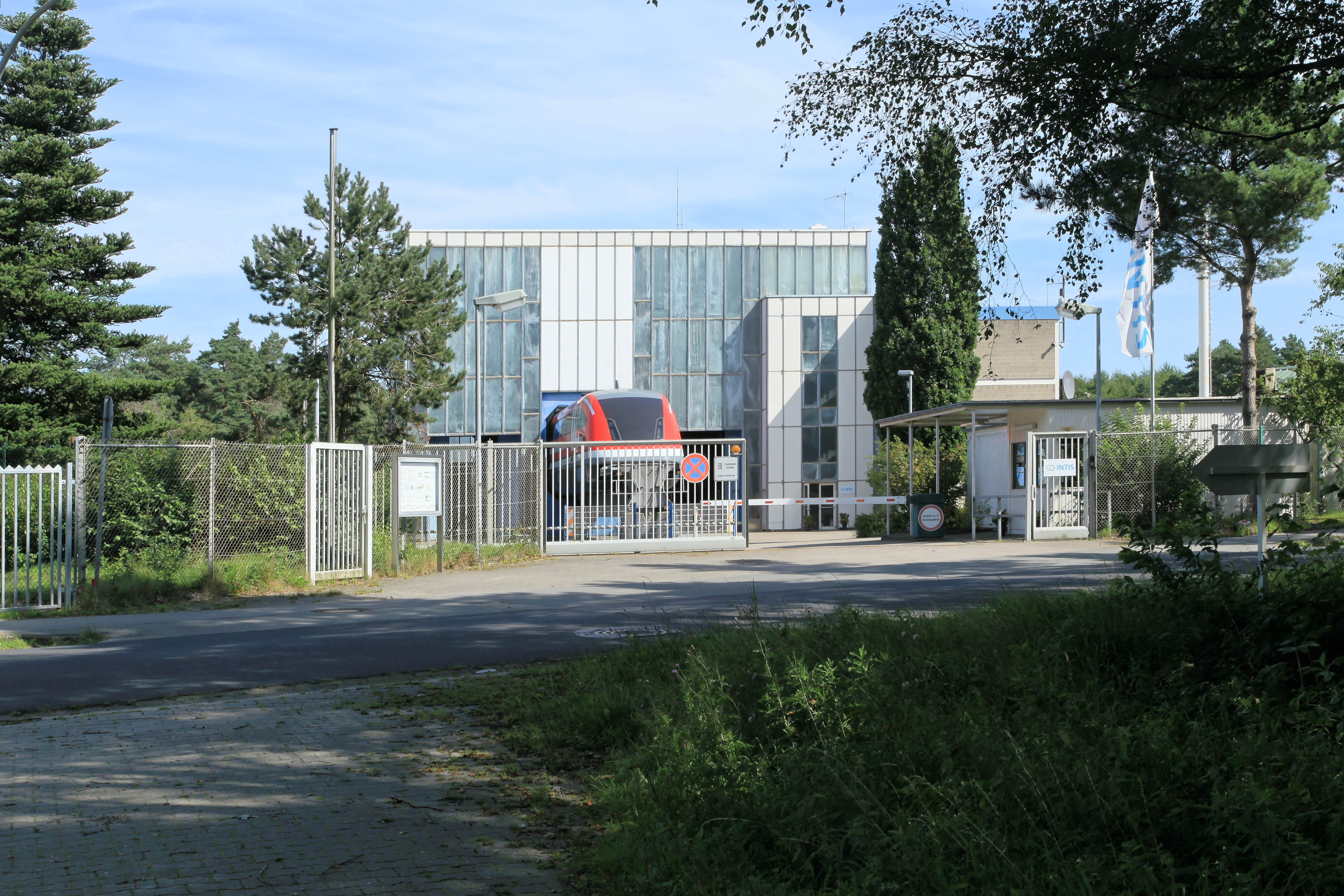
Das Fahrzeug eingelagert auf dem Gelände der TVE (2017)

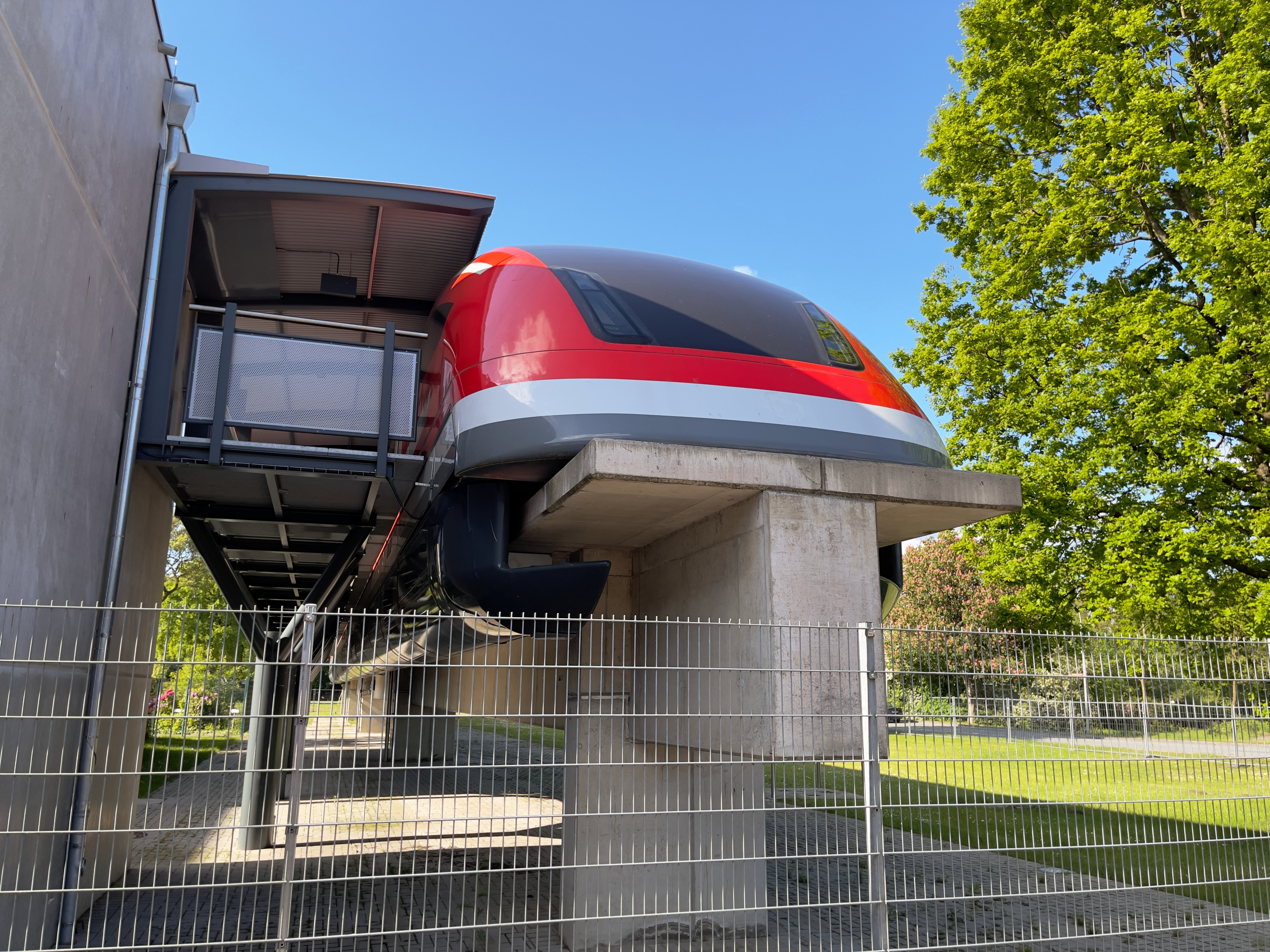
Der Transrapid 09 in Nortrup

Mit einer am 3. März 2008 erteilten Teilgenehmigung konnte das Fahrzeug zwei Wochen später fertig montiert werden. Erste Schwebeversuche und Rangierfahrten wurden anschließend auf einer Streckenlänge von 25 Metern in der Halle durchgeführt, die eigentliche Teststrecke durfte noch nicht befahren werden. Die endgültige Betriebsgenehmigung war ursprünglich für Ende Mai 2008 angekündigt worden und wurde mehrmals verschoben. Am 3. Juli 2008 erteilte die niedersächsische Landesregierung dann die neue Betriebsgenehmigung. Aus verwaltungstechnischen Gründen war die Genehmigung zunächst bis Ende 2008 begrenzt. Die erste Hallenausfahrt erfolgte am 30. Juli 2008. Anschließend fuhr der TR09 bis zur Einstellung des Testbetriebs Ende 2011 auf der Strecke und legte dabei etwa 70.000 Kilometer zurück. Die letzte Fahrt fand am 28. November 2011 statt.
Nach der Stilllegung wurde das Fahrzeug auf dem Testgelände gelagert, wobei eine Endsektion teils außerhalb der Werkhalle aufgestellt war. Im gab die Vebeg als Verwertergesellschaft für Bundeseigentum in Deutschland bekannt, dass der Transrapid 09 versteigert werde. Gewinner war der ehemals vom Erfinder des Transrapid-Systems, Hermann Kemper, geführte Fleischwarenhersteller H. Kemper GmbH & Co. KG, der den Zug für 200.001 € kaufte. Im September 2017 wurde er auf dem Firmengelände in Nortrup aufgestellt. Dort sollen zwei der drei Sektionen des Zuges als Konferenz- und Schulungsräume, die verbleibende als Ausstellungsraum zur Geschichte des Transrapid genutzt werden.